# Jaka Hace
Jaka Hace (* 21. Februar 2003) ist ein slowenischer Leichtathlet, der sich auf den Zehnkampf spezialisiert hat.

## Sportliche Laufbahn
Erste Erfahrungen bei internationalen Meisterschaften sammelte Jaka Hace im Jahr 2023, als er bei den Balkan-Meisterschaften in Kraljevo mit 6977 Punkten den vierten Platz im Zehnkampf belegte. 2025 musste er seinen Wettkampf bei den Balkan-Meisterschaften in Volos vorzeitig beenden.
In den Jahren von 2023 bis 2025 wurde Hace slowenischer Meister im Zehnkampf sowie 2023 Hallenmeister im Siebenkampf.

## Persönliche Bestleistungen
- Zehnkampf: 7412 Punkte, 22. Juni 2025 in Budapest
  - Siebenkampf (Halle): 5201 Punkte, 26. Februar 2023 in Zagreb